# Регион наций, национальностей и народов Юга
Регион наций, национальностей и народов Юга или регион Южных национальностей, народностей и народов (амх. ደቡብ ብሔሮች ብሔረሰቦችና ሕዝቦች ክልል; ранее также Область Народностей Южной Эфиопии) — один из 12 регионов (штатов) Эфиопии. Был образован после выборов 1994 года в результате слияния регионов 7, 8, 9, 10 и 11. В отличие от регионов Амхара, Оромо и Тыграй, он являлся мультиэтническим. Административным центром являлся город Ауаса. Был упразднён в 2023 году.
Новыми субъектами из Региона наций, национальностей и народов Юга начиная с 2020 года поэтапно стали регионы: Сидама, Юго-Западная Эфиопия, Южная Эфиопия и Центральная Эфиопия.
Окончательное оформление разделения региона было проведено на референдуме в 2023 году.

## География
Граничит со следующими регионами (штатами) Эфиопии: на северо-западе, севере и востоке — с Оромией, также на востоке — с Сидама, на западе — с регионом народов юго-запада Эфиопии. Государственная граница проходит на юге с Кенией, на юго-западе — с Южным Суданом (треугольником Илеми).
Крупнейшие города: Ауаса, Арба-Мынч, Мизан-Тэфэри и Чэнча.

## Население
По данным переписи 2007 года население региона составляет 15 042 531 человек, городское население — 10,28 % (наименьший показатель в стране). Средняя плотность населения составляет 142,06 чел./км². В регионе насчитано 3 087 567 отдельных хозяйств, таким образом, в среднем приходится 4,9 человек на одно хозяйство. Протестанты составляют 55,5 % населения, христиане-монофизиты — 19,9 %, мусульмане — 14,1 %, католики — 2,4 %; около 6,6 % населения исповедуют традиционные религии.
По данным прошлой переписи 1994 года население региона составляло 10 377 028 человек, городское население в то время было всего 6,8 %. По данным на 2006 год, около 54 % населения имеет доступ к чистой питьевой воде, что существенно выше, чем показатели пятнадцатилетней давности (всего 10-15 %). Уровень грамотности составляет 57 % для мужчин и 22,4 % для женщин. Детская смертность: 85 на 1000 родившихся (по сравнению со средним по стране показателем 77 на 1000).
Основные языки включают сидамо (18 %), гураге (14,72 %), воламо (11,53 %), хадия (8,53 %), каффа (5,22 %), камбата (4,35 %). Всего в регионе проживает более 45 разных этнических групп. Планируется разделить Область на 4 региона

## Административное деление
Регион делился на 13 зон, 8 особых районов (уорэд) и городскую администрацию Ауасы.
| Зоны / особые районы   | Название латиницей                       | Население, чел. (2007) |
| ---------------------- | ---------------------------------------- | ---------------------- |
| Бенч-Маджи             | Benč / Bench Maji Zone                   | 654 046                |
| Дауро                  | Dawro / Dawuro Zone                      | 492 742                |
| Южное Омо              | Debub (South) Omo Zone                   | 577 673                |
| Гамо-Гофа              | Gamo Gofa Zone                           | 1 595 570              |
| Гидео                  | Gide’o / Gedeo Zone                      | 879 749                |
| Гураге                 | Gurage Zone                              | 1 280 483              |
| Хадия                  | Hadiya Zone                              | 1 243 776              |
| Кэфа                   | Käfa / Keffa Zone                        | 880 251                |
| Кэмбата-Тембаро        | Kämbata / Kembata Tembaro / Timbaro Zone | 683 167                |
| Шека                   | Sheka Zone                               | 199 671                |
| Сидама                 | Sidama Zone                              | 2 966 652              |
| Сыльти                 | Səlṭi / Silti Zone                       | 751 159                |
| Волайта                | Wälaytta / Wolayita Zone                 | 1 527 908              |
| Алаба (особый район)   | Alaba special woreda                     | 232 241                |
| Амаро (особый район)   | Amaro special woreda                     | 149 384                |
| Баскето (особый район) | Basketo special woreda                   | 56 678                 |
| Бурджи (особый район)  | Burji special woreda                     | 56 523                 |
| Дираше (особый район)  | Dirashe / Derashe special woreda         | 142 678                |
| Консо (особый район)   | Konso special woreda                     | 234 987                |
| Конта (особый район)   | Konta (Ela) special woreda               | 91 743                 |
| Йем (особый район)     | Yäm / Yem special woreda                 | 80 647                 |
| Ауаса                  | Hawassa City Administration-Zone         | 259 803                |
| Всего                  | Всего                                    | 15 042 531             |

Зоны в свою очередь делятся на 126 районов (уорэд) и 10 городов-уорэд.